# Uovo dei mughetti
L'Uovo dei mughetti è una delle uova imperiali Fabergé, un uovo di Pasqua gioiello che l'ultimo Zar di Russia, Nicola II donò a sua moglie la Zarina Aleksandra Fëdorovna Romanova.
Fu fabbricato a San Pietroburgo nel 1898 sotto la supervisione di Michael Perkhin, per conto del gioielliere russo Peter Carl Fabergé, della Fabergé che emise la seguente fattura:

## Proprietari
L'uovo fu esposto sul primo ripiano dall'alto di un mobile ad angolo nell'appartamento privato dell'imperatrice al Palazzo d'Inverno,
alcune immagini lo mostrano chiaramente anche nel Salotto Malva del Palazzo di Alessandro.
Attorno al 1927 fu una delle nove uova vendute dall'Antikvariat ad Emanuel Snowman della gioielleria Wartski, di Londra; questa lo vendette prima al collezionista Charles Parsons, nel 1934, per riacquistarlo nel 1945 e poi al signor Hirst per riacquistarlo ancora una volta, infine nel marzo 1979 fu acquistato da Malcolm Forbes, insieme all'Uovo dell'incoronazione, per 2.160.000 dollari.
Il 4 febbraio 2004 la casa d'aste Sotheby's ha annunciato che, senza passare per una pubblica asta, la Forbes Magazine Collection era stata acquistata da Viktor Vekselberg per quasi 100 milioni di dollari, in questo modo più di 180 opere d'arte Fabergé, incluso l'Uovo dei mughetti e altre otto delle rare uova imperiali, dopo circa ottant'anni sono tornate nel loro paese d'origine dove dal novembre 2013 sono esposte al Museo Fabergé di San Pietroburgo.

## Descrizione

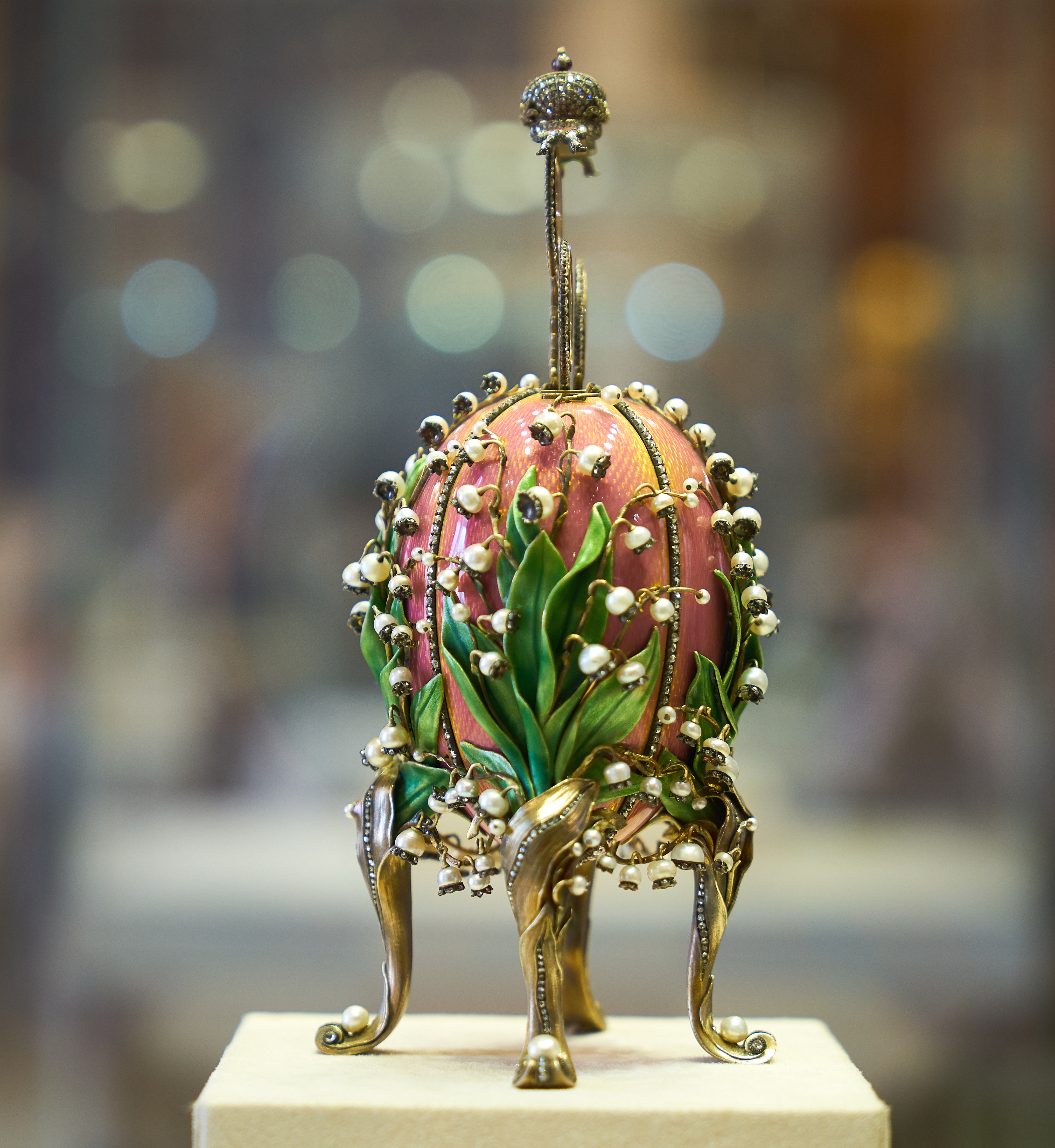
Vista laterale dell'uovo.

Questo è una delle uova in stile Art Nouveau.
Il guscio d'oro, rivestito di smalto rosa traslucido su fondo guilloché, è diviso in quattro parti da file verticali di diamanti.
L'uovo è sostenuto da quattro gambe ricurve, formate da foglie arrotolate di oro verde con venature di diamanti taglio rosetta, che terminano in piedi arricciati con sopra una perla.
Da ogni gamba spunta una pianta di mughetto tra le quali l'uovo sembra essere caduto; i mughetti hanno foglie in smalto verde e steli d'oro, ogni fiore è una perla con petali di diamanti taglio rosetta.
L'uovo è sormontato da una corona imperiale tempestata di diamanti e un rubino cabochon.
L'uovo conserva la sua custodia originale sagomata in velluto.

### Sorpresa
La sorpresa consiste in tre piccole miniature con i ritratti dello Zar Nicola II e delle sue due figlie maggiori Tatiana e Olga, dipinte su ovali d'avorio da Johannes Zehngraf.
I ritratti hanno cornici di diamanti su pannelli d'oro, sul retro dei quali è incisa la data del 5 aprile 1898 (calendario giuliano).
Ruotando una perla con una montatura d'oro un meccanismo ad ingranaggi fa sollevare la corona posta sulla parte superiore ed uscire due archi ed i ritratti che si aprono a ventaglio; una rotazione nella direzione opposta ripiega automaticamente le miniature e le riporta all'interno dell'uovo.

## I mughetti Fabergé

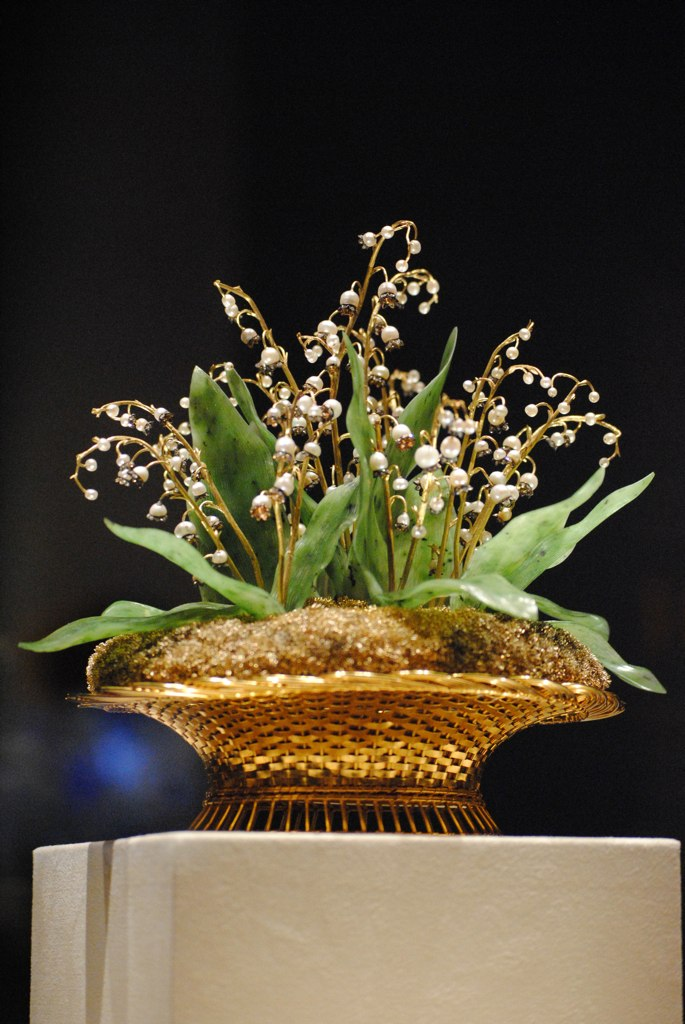
Il cesto di mughetti Fabergè.

Il tema dei mughetti, molto gradito alla Zarina che amava sia il fiore che le perle, fu interpretato da Fabergé in varie declinazioni; Aleksandra apprezzò molto il "Cesto di mughetti" del 1896, realizzato sotto la supervisione di August Holmström in oro giallo e verde, argento, nefrite, perle e diamanti taglio rosetta.
L’uovo dei mughetti appare in una scena della serie britannica Peaky Blinders, precisamente nel quinto episodio della terza stagione.

### Galleria d'immagini

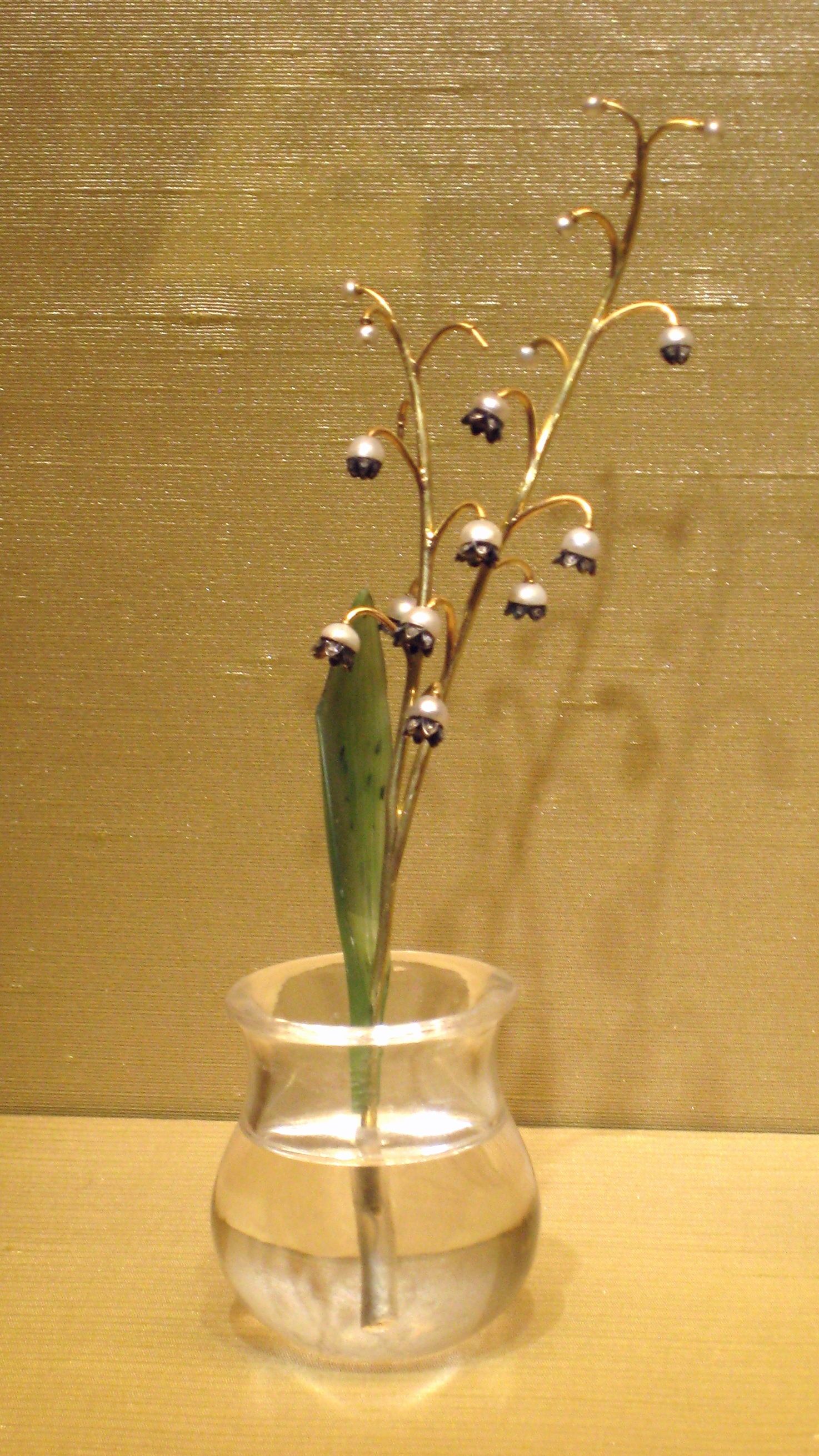
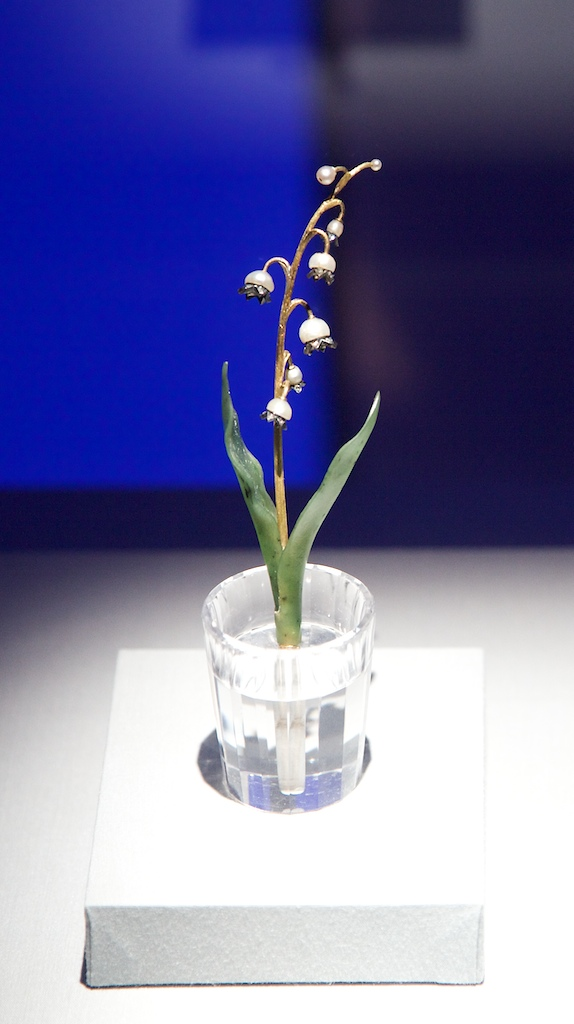
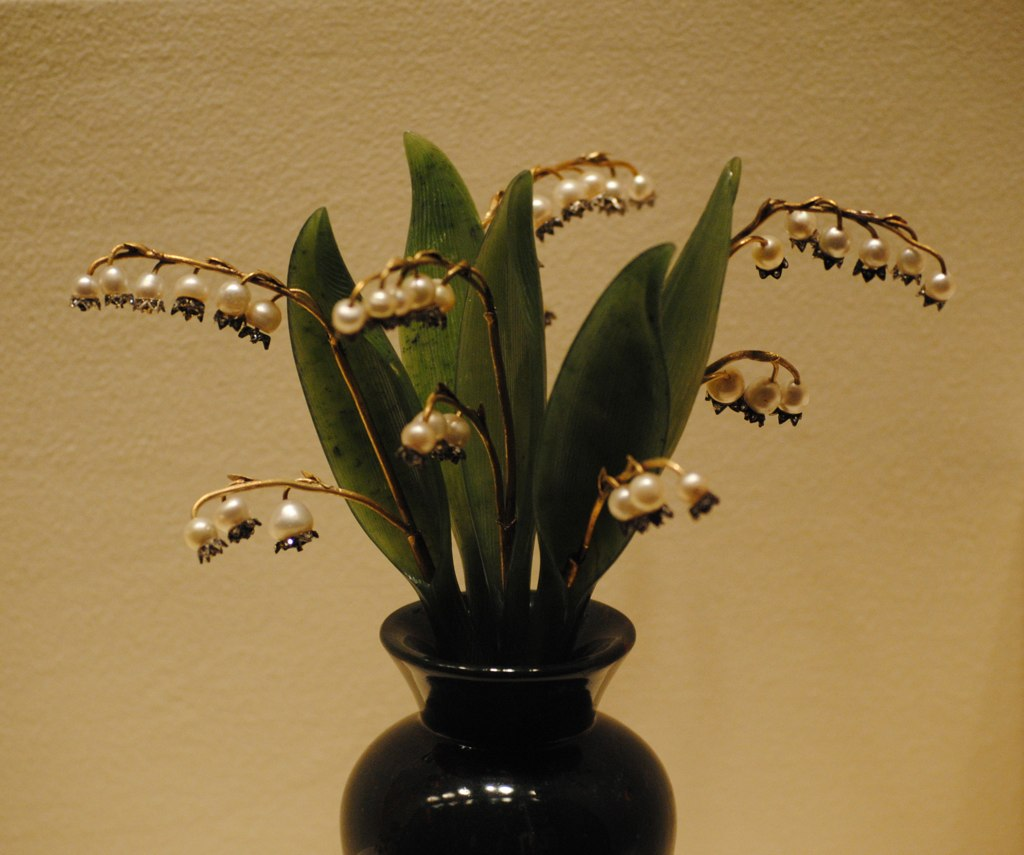